# Stéphane du Château
Stéphane du Château, född 1908, död 1999, var en fransk arkitekt som bland annat grundade idén om "tridirectionelle SDC", det första konstruktionssystemet som använde stålstrukturer i byggnader. 
Exempel på några av hans uppfinningar är konstruktionssystemen Pyramitec, Tridimatec, Unibat och Sphérobat. 
Du Château medverkade i över 250 projekt under sin livstid, bland annat Stade français simhall i Boulogne (1962), simhallen i Drancy (1968), kyrkan Saint-Jean-Baptiste i Chartres-Rechèvres (1960–1962), Credit Lyonnais torn i Lyon (1981), kulturhuset i Meshed (1978), Baltimores flygplats (1979) och Hassan II-moskén i Casablanca (1991). Han är idag begraven på Montmorency-kyrkogården i närheten av Paris.